# Билли Бадд (опера)
«Билли Бад(д)» (англ. Billy Budd, Op. 50) — опера Бенджамина Бриттена на либретто Э. М. Форстера и Эрика Крозье. Сюжет основан на незавершённой повести «Билли Бадд» Германа Мелвилла. Впервые опера в четырёх действиях была исполнена на сцене Королевского театра Ковент-Гарден в Лондоне 1 декабря 1951 года. Позднее Бриттен сократил произведение до двух действий с прологом и эпилогом.

## История создания
Долгое время Э. М. Форстер интересовался повестью Мелвилла, её он обсуждал в своих Кларковских лекциях в Кембриджском университете. С Бриттеном Форстер встретился ещё до Второй мировой войны, их знакомство вскоре переросло в дружбу. В 1948 году писатель и композитор обсуждали возможные темы для либретто новой оперы, и, видимо, в ноябре того года Бриттен упомянул «Билли Бадда» в качестве возможной основы для него. Форстер написал текст совместно с Эриком Крозье, который постоянно сотрудничал с Бриттеном.
В 1949 году, когда Бриттен ещё работал над партитурой, на Венецианском международном фестивале состоялась премьера одноактной оперы «Билли Бадд» итальянского композитора Джорджо Федерико Гедини, однако она не привлекла к себе особого внимания.
Бриттен первоначально рассчитывал на то, что главную роль исполнит Джерент Эванс, который подготовил её, но отказался от исполнения, так как партия была слишком высока для его голоса. Композитор заменил его Теодором Аппманом, Эванс пел другую роль — Флинта. Премьерой дирижировал сам Бриттен, после спектакля занавес поднимался семнадцать раз. Исполнивший заглавную партию Аппман был признан новой звездой оперной сцены.
Особенностью этой оперы является то, что в ней предусмотрены партии только для мужских голосов.
Четырёхактная версия в 1960 году была сокращена Бриттеном до двухактной для трансляции по Би-би-си. Сыграло свою роль и то, что голос Питера Пирса, для которого была написана роль Вира, значительно изменился с возрастом.
Российская премьера состоялась в 2013 году в Михайловском театре в Санкт-Петербурге.
Премьера оперы в Большом театре состоялась 25 ноября 2016 года.

## Роли
| Роль | Певческий голос   | Премьера, 1 декабря 1951 года (Дирижёр: Бенджамин Бриттен) |
| --- | ----------------- | ---------------------------------------------------------- |
| Эдвард Вир, капитан HMS Indomitable | тенор             | Питер Пирс                                                 |
| Билли Бадд, формарсовый матрос | баритон           | Теодор Аппман                                              |
| Джон Клэггарт, старшина корабельной полиции | бас               | Фредерик Дальберг                                          |
| Мистер Редбёрн, Первый лейтенант | баритон           | Харви Алан                                                 |
| Мистер Флинт, Мастер | бас-баритон       | Джерент Эванс                                              |
| Лейтенант Ретклифф | баритон или бас   | Майкл Лэнгдон                                              |
| Рыжая борода, «прессованный» | тенор             | Энтони Марлоу                                              |
| Дональд | баритон           | Брайан Дрейк                                               |
| Датчанин, старый моряк | бас               | Иниа Те Вьята                                              |
| Новичок | тенор             | Уильям Макальпин                                           |
| Друг Новичка | баритон           | Джон Кэмерон                                               |
| Крыса | тенор             | Дэвид Три                                                  |
| Боцман | бас               | Рональд Льюис                                              |
| Первый помощник | бас               | Риддерх Дэвис                                              |
| Второй помощник | бас               | Хьюберт Литлвуд                                            |
| Вперёдсмотрящий | тенор             | Эмлин Джонс                                                |
| Артур Джонс, «прессованный» | тенор или баритон | Алан Хобсон                                                |
| Юнга | разговорная роль  | Питер Флинн                                                |
| Четыре гардемарина | дискант           | Брайан Эттридж, Кеннет Нэш, Питер Спенсер, Колин Уоллер    |
| Хор: Гардемарины, «пороховые обезьяны» (мальчики из оружейной команды), офицеры, моряки, барабанщики, морские пехотинцы — Хор Королевской оперы и детский хор из Kingsland Central School |                   |                                                            |

## Сюжет
Место действия: борт семидесятичетырехпушечного HMS Indomitable
Время действия: 1797 год

### Пролог
Капитан Эдвард Ферфакс Вир вспоминает время своей службы в военно-морском флоте. Ему не даёт покоя воспоминание о событиях, произошедших на борту его корабля HMS Indomitable летом 1797 года и деле матроса Билли Бадда.

### Акт 1
На борт «Неустрашимого» вербовщики привозят с торгового судна троих новых матросов. Один из новеньких — молодой парень по имени Билли Бадд — вскоре станет всеобщим любимцем. В разговоре с Билли ненавидимый всей командой старшина Клэггарт замечает его недостаток: когда он волнуется, начинает заикаться и не может вымолвить ни слова.
Жизнерадостный Билли громко прощается с торговым судном «Права человека» — его возглас принимается офицерами как призыв к бунту. Клэггарт приказывает своему помощнику Крысе не спускать с новичка глаз.
Мимо Билли проводят еле стоящего на ногах Новичка, только что подвергшегося наказанию плетьми. Билли потрясён жестокостью наказания, но уверен, что если он будет соблюдать правила, то избежит опасности. Старый моряк Датчанин даёт ему из-за его наивности прозвище «Бэби Бадд».
Офицеры, собравшись в капитанской каюте, обсуждают революционные события во Франции и бунты на английских военных кораблях, спровоцированные ими. Офицеры подозревают, что Билли — опасный смутьян, но капитан разуверяет их.
Вечером Билли застаёт Крысу роющимся в его вещах. Билли и Крыса дерутся, Клэггарт разнимает их и сажает своего соглядатая под арест.

### Акт 2
Клэггарт продолжает преследовать Бадда; по наущению старшины Новичок безуспешно пытается подкупить Билли: тот должен возглавить бунт насильно завербованных. Чтобы понять, что происходит, Бадд обращается за советом к Датчанину, тот предостерегает Бадда: Клэггарт не оставит его в покое, надо быть настороже. Однако Билли не хочет верить этому.

### Акт 3
Клэггарт пытается рассказать капитану, что Билли — смутьян, однако не успевает. Где-то рядом с «Неустрашимым» находится французский корабль, туман, скрывавший его, рассеивается. Вир приказывает преследовать противника. «Неустрашимый» даёт неудачный залп по вражескому кораблю, ветер стихает, и туман снова скрывает «француза».
Клэггарт возобновляет свои ложные обвинения, Вир уверен, что это не так. Капитан приглашает Билли в свою каюту, там Клэггарт повторяет всё в лицо матросу. От неожиданности Бадд страшно заикается и не может вымолвить ни слова в ответ на клевету, в отчаянии он ударяет старшину и убивает его.
Вир знает, что Бадд невиновен, но по законам военного времени матрос должен быть казнён через повешение. 

### Акт 4
Билли ждет исполнения приговора. Датчанин приносит ему грог и печенье (религиозная метафора). Бадд покорно принимает свою судьбу. От Датчанина он узнаёт, что экипаж готов к бунту и просит остановить моряков. На рассвете Билли казнят, перед смертью он благословляет капитана Вира. 

### Эпилог
Через много лет Вир признает, что потерпел поражение. Он знает — Билли спас и благословил его: "Я заметил парус в буре … "